# Ommatolampis equatoriana
Ommatolampis equatoriana är en insektsart som beskrevs av Frédéric Carbonell och Marius Descamps 1978. Ommatolampis equatoriana ingår i släktet Ommatolampis och familjen gräshoppor. Inga underarter finns listade i Catalogue of Life.